# Bernhard Maria Lambert
Bernhard Maria Lambert OSB (* 29. Juli 1931 in Brügge, Belgien; † 9. Februar 2014 in Scheyern) war ein belgischer Ordensgeistlicher und Abt der Benediktinerabtei Kloster Scheyern.

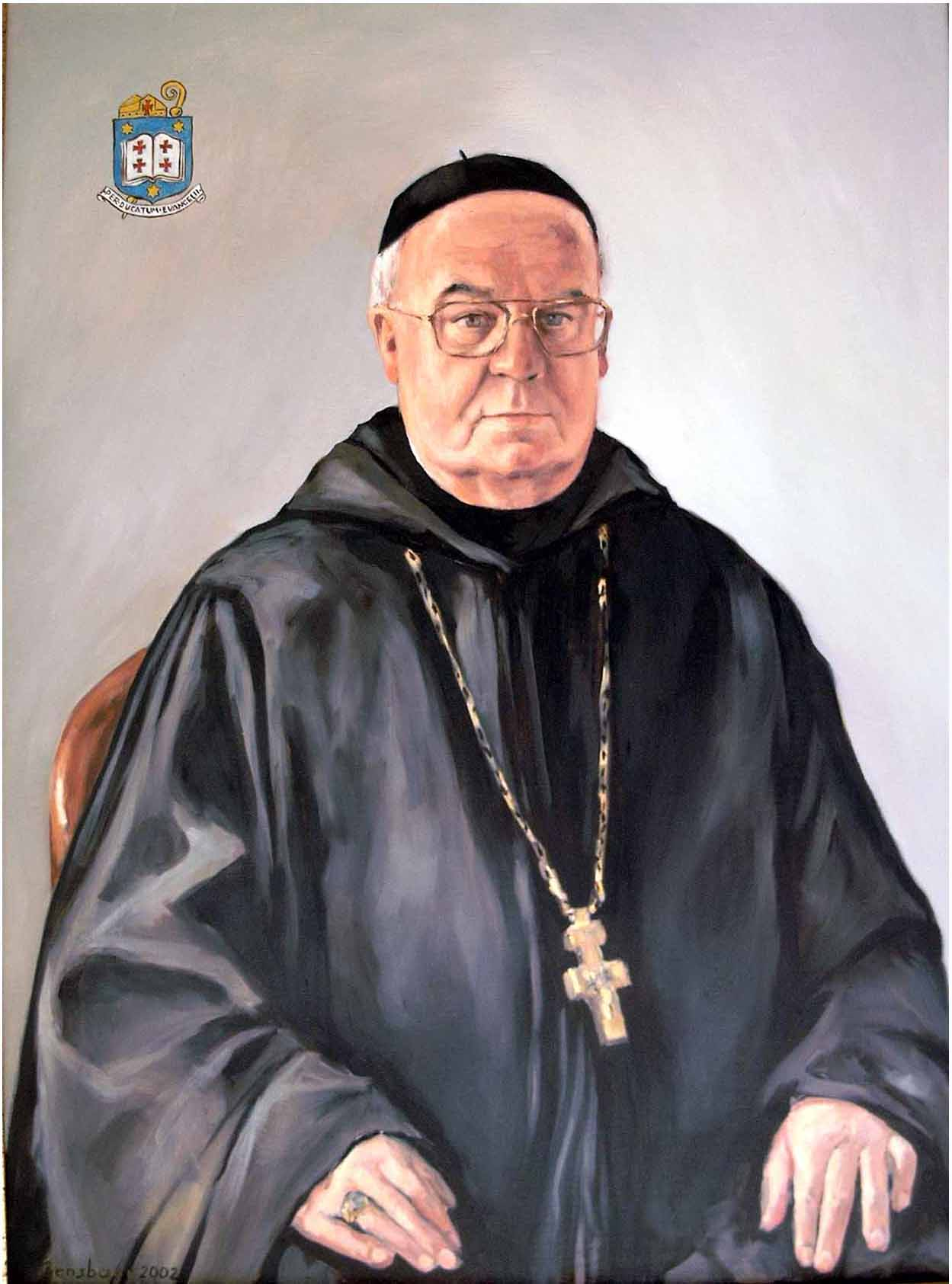
Abt Bernhard Maria Lambert, Porträt von Martin Gensbaur, 2002

## Leben
Bernhard Maria Lambert trat der Ordensgemeinschaft der Benediktiner in der belgischen St.-Peters-Abtei von Steenbrugge bei und legte am 26. September 1951 seine Profess ab. Am 25. Juli 1956 empfing er dort die Priesterweihe. Von 1969 bis 1972 publizierte er ein mehrbändiges Werk zur handschriftlichen lateinischen Überlieferung der Werke des Hieronymus. 1971 ging er in die Abtei Scheyern, um am dortigen Byzantinischen Institut weiter zu Hieronymus zu arbeiten.
Lambert wurde am 29. Juni 1972 als 55. Abt von Scheyern postuliert; er war Nachfolger von Johannes Maria Hoeck. Am 29. Juni 2001 wurde Engelbert Baumeister sein Nachfolger im Abtsamt. Er empfing am 19. August 1972 die Benediktion durch Julius Kardinal Döpfner.
In seiner Amtszeit wurde die Klosterkirche in Scheyern renoviert und 1980 zur Basilica minor ernannt. Des Weiteren hatte er die Aufgabe, das Gymnasium und wenige Jahre später auch das Internat zu schließen und eine Berufsoberschule mit Wohnheim und einem allgemeinen Schülerinternat aufzubauen.
Lambert war von 1982 bis 2000 Moderator des Kommunnoviziats der Bayerischen Benediktinerkongregation und von 1977 bis 1988 Vorsitzender der Liturgiekommission der Bayerischen Benediktinerkongregation. Von 1994 bis 2003 war er Vorsitzender der Salzburger Äbtekonferenz, der Benediktinerklöster aus Deutschland, Österreich, der Schweiz und Südtirol angehören.